# 塚原のから風呂
塚原のから風呂（つかはらのからふろ）は、香川県さぬき市にある、奈良時代から続く高温の蒸し風呂（サウナ）。西日本（主に瀬戸内地区）に古来点在する石風呂（古代サウナ）が現存する数少ない施設である。

## 概要
奈良時代に行基が建立したとされる高温の蒸し風呂で、原理はサウナとほぼ同じである。
幅1.2メートル、奥行2.7メートルの石室で松の葉や枝（150キログラム）を焚き、燃え殻を外に出した後に濡れむしろと濡れごもを交互に敷き重ねて塩をまき、さらにその上にむしろを敷いて、焚き口を閉じ、約30分蒸す。石室（あつい方）の温度は約170度にのぼる。
風呂を焚いた後は徐々に温度が下がるため、午前・午後の2回焚かれ、焚いた後の燃え殻は休憩室の温もりとして使用されている。
石室の天井は豊島石でできており、壁・床は石灰を混ぜた赤土が使われている。

### 利用法
現在は混浴であることと、超高温による火傷防止のためから、長袖長ズボンおよび毛布の着用が推奨されている。

## 歴史

### 伝説
奈良時代、行基が全国を廻国修行していた頃、この地（行基苑）で夢告げがあり、諸人の病気を治すことを誓願し、蒸し風呂を一夜で建立することを決意した。
から風呂を一夜で築き上げるため、行基は田植え時期の只中にあった里人に代わり「一夜のうちに田植えをする」と約束し、里人の力を借りつつ古墳の上に赤土を塗り固めた「から風呂」の一夜建立の悲願が成就した。
行基はその間、田植えを墓守り（お塚さん）にさせることで里人との約束を果たした。
こうして生まれた田んぼを里人たちは「つかはら」と呼び、現在の「塚原」の地名の由来になったとされている。
また、田植えのとき「一ハカ植える」、「二ハカの手伝いをする」という言葉は、こうした故事から生まれたといわれている。

### 文献への登場
江戸時代には高松藩士も利用しており、藩政時代から盛んに利用されてきた。
- 『政要録』によると「近年塚原に入室する者が多いと聞くので、風呂扶持として年間15石あて庄屋の手元へ残しておくから、家中の武士の接待に充てたり、旅人どもが飯米を希望するときは売ってやるように」ということを、1835年（天保6年）12月に達したと記録されている[5]。
- 『讃岐国大日記』には、1836年（天保7年）の春夏にわたって、高松藩家老筧速見が病気の治療に訪れたことが記されている[6]。
- 1887年（明治20年）の資料では、「塚原に温室所あり、病に効ありて人多く入室する」と記されている[1]。

### 近現代
1911年（明治44年）には、 混浴を避けるため石室（現:ぬるい方）が新設される。
1958年（昭和33年）、から風呂を個人経営してきた筒井家が絶えて閉鎖危機となっていたところ、長尾町の間嶋禮次郎・大石徳一の両人が土地ごと買い取って町に寄贈し、地元老人会が運営を引き継いだ。
その後は長尾老人福祉センター内の施設として引き継がれた。

### 経営難・廃業から復活へ
から風呂は長尾町がさぬき市に合併した後もしばらく営業されたが、スーパー銭湯などの相次ぐ開店による経営難から2007年（平成19年）3月に営業を停止した。
その後、愛好家などからの強い要望や歴史的遺産を残していくため、2008年（平成20年）3月に「塚原から風呂保存会」が発足し、プレオープンを経て同年7月6日に正式に営業を再開した。
2019年（令和元年）現在も同保存会によって引き継がれている。

## 効能
- 神経痛
- リウマチ
- 肩こり
- 冷え性
- 疲労回復ほか

## 所在地・アクセス
- 〒769-2304 香川県さぬき市昭和1050-4
  - 高松琴平電気鉄道長尾線 長尾駅から車で5分。